# Riccioli (pâtes)
Les riccioli sont des pâtes originaires du Piémont. Elles ressemblent aux rotini et aux rotelle et, étant donné leur forme en spirale et leur rugosité, elles peuvent être servies avec une grande variété de sauces,. 